# The Killing Fields
The Killing Fields (en España y México, Los gritos del silencio) es una película de 1984 dirigida por Roland Joffé basada en las experiencias de tres periodistas durante el régimen de los Jemeres Rojos de Camboya. Está protagonizada por Haing S. Ngor y Sam Waterston en los papeles principales.
Los hechos relatados en la película están basados en el reportaje The Death and Life of Dith Pran: A Story of Cambodia, publicado en la New York Times Magazine el 20 de enero de 1980. El artículo, narrado en primera persona, lo escribe el corresponsal estadounidense Sydney 'Syd' Schanberg. En Camboya conoce al reportero local Dith Pran, con el que establece una relación, en principio profesional como guía e intérprete, y que con los años se torna en amistad. 
La película fue un éxito en la taquilla, además de ser un éxito instantáneo para los críticos. En la 57.ª edición de los premios Óscar recibió siete nominaciones, incluida a Mejor película, y ganó tres, más notablemente a Mejor actor de reparto para Haing S. Ngor, quien no había tenido ninguna experiencia previa como actor. En la 38.ª edición de los premios BAFTA, ganó ocho premios, incluidos a Mejor película y a Mejor actor en un papel protagónico para Ngor. En 2016, la revista de cine británica Empire la colocó en el puesto 86 en su lista de las 100 mejores películas británicas.

## Sinopsis
Sydney Schanberg (Sam Waterston) es un periodista excesivamente ofuscado por su trabajo. Obtiene sus nuevas exclusivas como corresponsal gracias al buen hacer de su compañero Dith Pran (Haing S. Ngor), cuya habilidad de negociación les permite obtener información donde otros fracasan. Llegan incluso a ser los únicos periodistas que presencian en agosto de 1973 el escandaloso resultado del bombardeo erróneo sobre el poblado de Neak Loeang por los B-52 estadounidenses.
Una acción terrorista en la capital Phnom Penh hace que Sydney comience a apreciar la auténtica dimensión del conflicto. Esta ciudad, apenas un año y medio después, en marzo de 1975, ya es asediada por las fuerzas del Jemer Rojo. Lo vertiginoso de estos acontecimientos y la falta de información veraz hacen de Phnom Penh un auténtico hervidero con más de dos millones de refugiados. En estas escenas podemos advertir las paradojas de una ciudad sitiada, donde, por ejemplo, la población anda escasa de alimentos y, sin embargo, están rodeados por cajas y cajas de Coca-Cola. Se respira también un ambiente de extrema tensión en las embajadas, en las que se van refugiando los periodistas de diversas nacionalidades, entre ellos el fotógrafo estadounidense Al Rockoff (John Malkovich), que desempeña un papel contra reloj fundamental para la trama.
La situación se vuelve insostenible, con los hospitales atestados de heridos. La embajada estadounidense, por su parte, se dispone para una desastrosa evacuación, con cientos de personas agolpándose en sus puertas. Estas escenas avergüenzan a Sydney, al cual un diplomático le da esta desalentadora explicación: "La elección es brutal. Quedarse o seguir con vida". Aparece entonces un gran punto de inflexión en los destinos de Syd y Pran, el cual es una piedra de toque para esta historia.

## Reparto
- Haing S. Ngor - Dith Pran
- Sam Waterston - Sydney Schanberg
- John Malkovich - Al Rockoff
- Julian Sands - Jon Swain
- Bill Paterson - Dr MacEntire
- Athol Fugard - Dr Sundesval
- Graham Kennedy - Dougal
- Patrick Malahide - Morgan
- Nell Campbell - Beth

## Producción
En una entrevista con The Guardian en noviembre de 2014, el director Roland Joffé dijo:

David Puttnam me pidió verme, que en esos días era como invitarme a Hollywood. Me dio el guion de Bruce Robinson, que era enorme, pero estaba tan lleno de pasión y energía que no podía dejarlo. Había oído hablar de Camboya y el Khmer Rouge, pero no sabía mucho hasta que lo leí. Le escribí a David diciendo que quien hiciera la película debería tener cuidado porque no era solo una historia de guerra: se trataba de la conexión humana, cómo nacen las amistades y lo que nos hacen. No tuve noticias suyas durante seis meses, luego nos topamos y dijo que había entrevistado a la mayoría de los directores del mundo, incluidos algunos grandes nombres que harían felices a los estudios, pero nadie había entendido realmente eso. "Eres el único hombre que tiene lo necesario", dijo.

En la misma entrevista, el actor Julian Sands dijo:

El proceso de audición de Roland fue extraordinario. Tenía 24 años y nunca he encontrado algo tan riguroso desde entonces. Estaba buscando armar un grupo de actores sin mucha experiencia cinematográfica, porque quería que la frescura de todo resonara en nosotros. Nos reuniría a muchos de nosotros en su oficina para improvisar escenas. Después de aproximadamente un mes, tuvo un grupo que encontró interesante. John Malkovich, Sam Waterston y Haing S. Ngor no estaban sujetos a eso, pero sus reuniones con él todavía eran bastante intensas. Se habló mucho del hecho de que Haing no había actuado antes, pero John lo expresó de manera diferente: dijo que Haing había estado actuando toda su vida: había que ser un actor bastante bueno para sobrevivir al Khmer Rouge.

## Casting de Haing S. Ngor
Haing S. Ngor, que interpreta a Pran, fue él mismo un sobreviviente del régimen de los Jemeres rojos y de los campos de trabajo forzado. Antes del "Año Cero" de los Jemeres Rojos, él era un médico con base en Phnom Penh. En 1975, Ngor fue uno de los millones que fueron trasladados de la ciudad a campos de trabajos forzados en el campo. Pasó cuatro años allí antes de lograr huir a Tailandia.
Haing S. Ngor nunca había actuado antes de aparecer en The Killing Fields. El director de casting de la película, Pat Golden, lo conoció en una boda camboyana en Los Ángeles.
De su papel en la película le dijo a la revista People en 1985: "Quería mostrarle al mundo cuán profundo es el hambre en Camboya, cuántas personas mueren bajo ese régimen comunista. Mi corazón está satisfecho. He hecho algo perfecto."

## Banda sonora
Por otra parte la valiosa BSO de esta película, única incursión de Mike Oldfield como compositor por encargo para el cine, incomprensiblemente no tuvo tanta suerte en su aceptación popular; y, sin embargo, su gestación fue laboriosa y accidentada. 
Oldfield no solo estudia la música tradicional camboyana, sino que para conseguir un efecto óptimo con las imágenes, utilizaba un sincronizador de vídeo conectado a un sintetizador Fairlight CMI. Tras seis meses de trabajo, el director Roland Joffé y el productor David Puttnam, no conformes con el resultado, hacen que Oldfield reescriba la banda sonora por completo.[cita requerida] Para ello Oldfield se apoya en su habitual colaborador David Bedford, que se encarga de los arreglos para orquesta, e incluso aporta la composición propia 'The Year Zero', todo esto supone otros tres meses de duro trabajo. Poco después el director decide recortar algunas escenas, lo que obliga a modificar de nuevo la banda sonora para disgusto del compositor. 
Lo azaroso de estos acontecimientos fue motivo suficiente para que Oldfield renunciara a hacer ninguna otra contribución al mundo del celuloide.
El resultado final es una música inquietante de composiciones breves adaptadas a cada escena, que pasan del minimalismo a lo coral o del folclore a lo más electrónico; podemos oír pasajes sobrecogedores y oscuros, difíciles de digerir sin la referencia cinematográfica. Incluye temas ya clásicos, como el desconcertante 'Evacuation', y la versión de 'Recuerdos de la Alhambra' del compositor y guitarrista español Francisco Tárrega, la cual Oldfield incluyó a última hora titulándola 'Etude'.[cita requerida]

## Recepción de la crítica
The Killing Fields tiene una calificación positiva del 93% en el sitio Rotten Tomatoes, sobre la base de 40 reseñas de publicaciones notables. El crítico Roger Ebert escribió en el Chicago Sun-Times: "La película es un logro magistral en todos los niveles técnicos; hace un trabajo especialmente bueno para convencernos con sus ubicaciones asiáticas, pero los mejores momentos son los humanos, las conversaciones, los intercambios de confianza, la espera, el miedo repentino, los rápidos estallidos de violencia, la desesperación ".

## Clasificación por edades
| País              | Calificación                 |
| ----------------- | ---------------------------- |
| Alemania oriental | 16                           |
| Argentina         | 18                           |
| Australia         | M                            |
| Canadá            | 14A 18+ (Quebec) R (Ontario) |
| Brasil            | 14                           |
| Chile             | 18                           |
| España            | 13 (NRM13)                   |
| Estados Unidos    | R                            |
| Filipinas         | R-13                         |
| Finlandia         | K-16                         |
| Hong Kong         | IIB                          |

| País          | Calificación |
| ------------- | ------------ |
| Italia        | VM14         |
| Islandia      | 16           |
| Noruega       | 15           |
| Nueva Zelanda | M            |
| Países Bajos  | 12           |
| Perú          | 14           |
| Reino Unido   | 15           |
| Singapur      | PG13         |
| Portugal      | M/16         |
| Suecia        | 15           |
| Colombia      | 15           |
| México        | B15          |
| Japón         | R            |